# Bagnols-sur-Cèze
Bagnols-sur-Cèze é uma comuna francesa na região administrativa de Occitânia, no departamento de Gard.

## Cidades-irmãs
- Newbury, Reino Unido [2]
- Carcaixent, Espanha
- Feltre, Itália
- Eeklo, Bélgica
- Braunfels, Alemanha
- Kiskunfélegyháza, Hungria